# Кук (Небраска)
Кук (англ. Cook) — селище (англ. village) в США, в окрузі Джонсон штату Небраска. Населення — 319 осіб (2020).

## Географія
Кук розташований за координатами 40°30′38″ пн. ш. 96°9′42″ зх. д. / 40.51056° пн. ш. 96.16167° зх. д. (40.510575, -96.161637).  За даними Бюро перепису населення США в 2010 році селище мало площу 0,45 км², уся площа — суходіл.

## Демографія
Згідно з переписом 2010 року, у селищі мешкала 321 особа в 145 домогосподарствах у складі 89 родин. Густота населення становила 717 осіб/км².  Було 169 помешкань (377/км²).
Расовий склад населення:
| - 95,0 % — білих - 1,2 % — азіатів - 2,2 % — осіб інших рас |

До двох чи більше рас належало 1,6 %. Частка іспаномовних становила 3,1 % від усіх жителів.
За віковим діапазоном населення розподілялося таким чином: 23,7 % — особи молодші 18 років, 58,2 % — особи у віці 18—64 років, 18,1 % — особи у віці 65 років та старші. Медіана віку мешканця становила 44,4 року. На 100 осіб жіночої статі у селищі припадало 91,1 чоловіків;  на 100 жінок у віці від 18 років та старших — 73,8 чоловіків також старших 18 років.
Середній дохід на одне домашнє господарство  становив 47 501 долар США (медіана — 36 645), а середній дохід на одну сім'ю — 60 412 долари (медіана — 50 750). Медіана доходів становила 35 789 доларів для чоловіків та 30 625 доларів для жінок. За межею бідності перебувало 12,9 % осіб, у тому числі 18,5 % дітей у віці до 18 років та 30,0 % осіб у віці 65 років та старших.
Цивільне працевлаштоване населення становило 188 осіб. Основні галузі зайнятості: публічна адміністрація — 25,5 %, освіта, охорона здоров'я та соціальна допомога — 23,9 %, виробництво — 11,7 %, роздрібна торгівля — 6,9 %.